# Comté de Redwood
Le comté de Redwood est situé dans l’État du Minnesota, aux États-Unis. Il comptait 16 815 habitants en 2000. Son siège est Redwood Falls.